# Teoría supersimétrica N=4 de Yang-Mills
La teoría supersimétrica N=4 de Yang-Mills es un modelo matemático y físico creado para el estudio de las partículas a través de un sistema sencillo, similar a la teoría de cuerdas, con simetría conforme. Es una teoría juguete simplificada basada en la teoría de Yang-Mills que no describe el mundo real, pero es útil porque puede actuar como un campo de pruebas para acercamientos para atacar problemas en teorías más complejas. Describe un universo conteniendo campos de bosones y campos de fermiones relacionados por 4 supersimetrías (esto significa que intercambiar bosones, fermiones y campos escalares de cierta manera deja las predicciones de la teoría invariante). Es uno de los más simples (porque no tiene parámetros libres) y una de las pocas teorías de campo cuántico finito en 4 dimensiones. Puede ser pensada como la teoría de campo más simétrico que no implica gravedad.

## Lagrangiano
El lagrangiano para la teoría es:
{\displaystyle L=\operatorname {tr} \left\{-{\frac {1}{2g^{2}}}F_{\mu \nu }F^{\mu \nu }+{\frac {\theta _{I}}{8\pi ^{2}}}F_{\mu \nu }{\bar {F}}^{\mu \nu }-i\lambda ^{a}\sigma ^{\mu }D_{\mu }\lambda _{a}-D_{\mu }X^{i}D^{\mu }X^{i}+gC_{i}^{ab}\lambda _{a}[X^{i},\lambda _{b}]+C_{iab}\lambda ^{a}[X^{i},\lambda ^{b}]+{\frac {g^{2}}{2}}[X^{i},X^{j}]^{2}\right\}}
donde
{\displaystyle F_{\mu \nu }^{k}=\partial _{\mu }A_{\nu }^{k}-\partial _{\nu }A_{\mu }^{k}+gf^{klm}A_{\mu }^{l}A_{\nu }^{m}} y los índices i,j = 1,..., 6 y los índices a, b = 1,..., 4.

## Correspondencia AdS/CFT
Esta teoría es importante también en el contexto del principio holográfico. Hay una dualidad entre la teoría de cuerdas tipo IIB en el espacio AdS5 × S5 (un producto de espacio AdS de 5 dimensiones con una n-esfera de 5 dimensiones) y N=4 Super Yang–Mills en el límite AdS5 de 4 dimensiones. Es la más exitosa realización del principio holográfico, una idea especulativa sobre la gravedad cuántica originalmente propuesta por Gerard 't Hooft y mejorada y promovida por Leonard Susskind.

## Integrabilidad
Como el número de colores va al infinito, las amplitudes escalan como {\displaystyle N^{2-2g}}, de modo que sólo la contribución del genus 9 sobrevive. Para más detalles, ver expansión 1/N.
Beisert y otros, dieron un artículo revisado demostrando cómo en esta situación los operadores locales pueden ser expresados mediante ciertos estados en cadenas de "spin", pero basado en una más grande super álgebra de Lie en lugar de su(2) para el spin ordinario. Son susceptibles para técnicas de bethe ansatz. También construyen una acción de los  yangian asociados en amplitudes de dispersión.
Nima Arkani-Hamed y otros, también han investigado este tema. Usando la teoría de twistores, encontraron una descripción en términos del grasmaniano positivo. Ver amplituedro.